# Alicia en el país de las maravillas (ópera)
Alicia en el país de las maravillas (título original en inglés, Alice in Wonderland) es una adaptación operística de Las aventuras de Alicia en el país de las maravillas y A través del espejo de Lewis Carroll. Es la primera ópera de la compositora coreana Unsuk Chin, quien coescribió el libreto en inglés con el dramaturgo asiático-americano David Henry Hwang. Se estrenó el 30 de junio del 2007 en la Ópera Estatal de Baviera como parte del Festival de Ópera de Múnich del año 2007. Dirigida por Kent Nagano y presentó a Sally Matthews en el rol titular y Dame Gwyneth Jones como la Reina de Corazones, la producción fue saludada como "Estreno mundial del año" por la revista de ópera alemana Opernwelt. Se lanzó posteriormente un DVD por el sello Euroarts.
Es una ópera poco representada en la actualidad; en las estadísticas de Operabase aparece con sólo 3 representaciones en el período 2005-2010, siendo la única de Unsuk Chin.

## Personajes
| Personaje                                                                                     | Tesitura            | Reparto del estreno, 30 de junio de 2007 Director: Kent Nagano |
| --------------------------------------------------------------------------------------------- | ------------------- | -------------------------------------------------------------- |
| Alice                                                                                         | soprano             | Sally Matthews                                                 |
| Gato de Cheshire                                                                              | soprano             | Piia Komsi/Julia Rempe                                         |
| El sombrerero loco/Pato                                                                       | barítono            | Dietrich Henschel                                              |
| El conejo blanco/Badger/La liebre de marzo                                                    | contratenor         | Andrew Watts                                                   |
| Ratón/Pat/Cook/Dormouse/Hombre invisible                                                      | Tenor               | Guy De Mey                                                     |
| Búho/Duquesa fea/Dos                                                                          | mezzosoprano        | Cynthia Jansen                                                 |
| Reina de corazones                                                                            | soprano dramática   | Gwyneth Jones                                                  |
| Anciano/Cangrejo/Rey de Corazones                                                             | bajo                | Steven Humes                                                   |
| Anciano/Eaglet/Fish-Footman/Cinco/Verdugo                                                     | tenor               | Christian Rieger                                               |
| Dodo/Frog-Footman/Siete                                                                       | bajo                | Rudiger Trebes                                                 |
| Oruga azul                                                                                    | clarinete bajo solo | Stefan Schneider                                               |
| Coro de animales pequeños, criaturas, séquito real, 12 jurados, niños y niñas de familia real |                     |                                                                |

## Escenas
- Escena I – Dream I (Sueño I)
- Escena II – The Pool of Tears (La charca de lágrimas)
- Escena III – In the House of the White Rabbit (En casa del Conejo Blanco)
- Interludio I – Advice from a Caterpillar (El consejo de una oruga)
- Escena IV – Pig and Pepper (Cerdo y pimienta)
- Escena V – A Mad Tea Party (Una merienda de locos)
- Escena VI – The Croquet Ground (El campo de cróquet)[7]
- Interludio II
- Escena VII – The Trial or Who Stole the Tarts? (El juicio o ¿quién robó las tartas?)
- Final – Dream II (Sueño II)